# Malé Březno (okres Ústí nad Labem)
Malé Březno (Duits: Klein Priesen) is een Tsjechische gemeente in de regio Ústí nad Labem, en maakt deel uit van het district Ústí nad Labem.

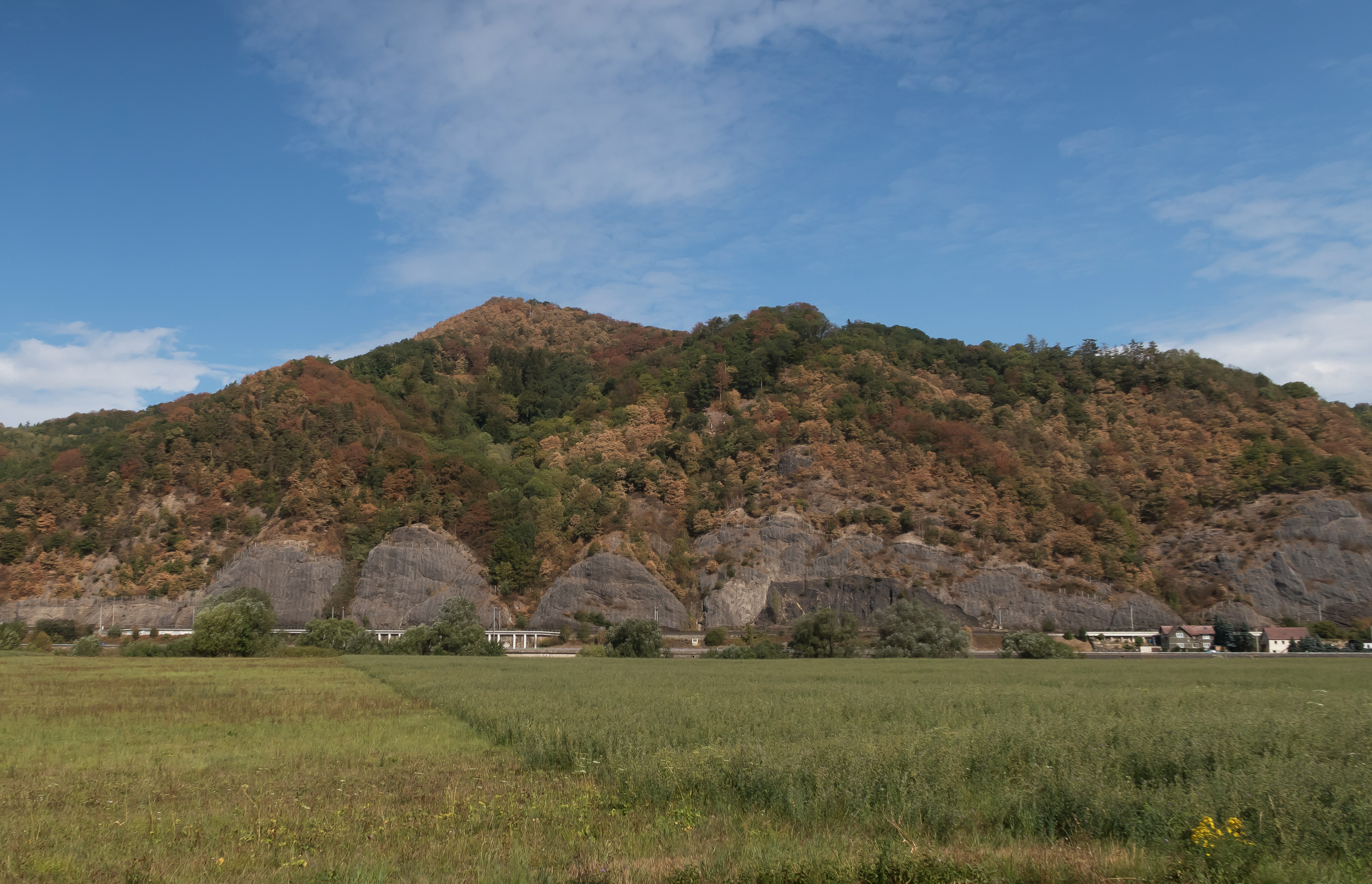
De vallei van de Elbe bij Malé Březno

Malé Březno telt 525 inwoners.
Dolní Zálezly ·
Habrovany ·
Homole u Panny ·
Chabařovice ·
Chlumec ·
Chuderov ·
Libouchec ·
Malé Březno ·
Malečov ·
Petrovice ·
Povrly ·
Přestanov ·
Ryjice ·
Řehlovice ·
Stebno ·
Tašov ·
Telnice ·
Tisá ·
Trmice ·
Ústí nad Labem ·
Velké Březno ·
Velké Chvojno ·
Zubrnice